# Aeropuerto Internacional Chaudhary Charan Singh
El Aeropuerto Internacional Chaudhary Charan Singh (IATA: LKO, OACI: VILK) se encuentra cerca de Lucknow, Uttar Pradesh, India. Atiende el área metropolitana de las ciudades de Lucknow y Kanpur. Se ofrece servicio a varios destinos en India y fuera del país.

## Aerolíneas y destinos
Las siguientes compañías operan en el aeropuerto de Lucknow:
| Aerolíneas        | Destinos |
| ----------------- | --- |
| Air India         | Delhi, Bombay |
| Air India Express | Bangalore, Bombay, Dammam (inicia 15 de marzo), Delhi, Dubái–Internacional, Hyderabad, Kochi, Mascate (inicia 15 de marzo), Pune |
| Akasa Air         | Ahmedabad, Bangalore, Bombay |
| Alliance Air      | Delhi, Gorakhpur |
| FlyBig            | Aligarh, Azamgarh, Chitrakoot, Moradabad, Shravasti |
| flydubai          | Dubái–Internacional |
| Flynas            | Dammam, Riad |
| IndiGo            | Abu Dabi, Agra, Ahmedabad, Bangalore, Bhopal (reinicia 31 de marzo de 2024), Bombay, Calcuta, Chandigarh, Chennai, Dehradun, Delhi, Dubái–Internacional, Goa–Dabolim, Guwahati, Hyderabad, Indore, Jaipur, Nagpur, Patna, Prayagraj, Pune, Raipur, Ranchi, Sharjah, Varanasi |
| Oman Air          | Mascate |
| SalamAir          | Mascate |
| Saudia            | Riad, Yeda |
| Star Air          | Kishangarh |
| Thai AirAsia      | Bangkok–Don Mueang |
| Vistara           | Delhi |

## Estadísticas
Ver fuente y consulta Wikidata.

## Renombrado del aeropuerto
El 17 de julio de 2008, el gobierno de India decidió renombrar el aeropuerto como "Aeropuerto Chaudhary Charan Singh"